# Toyota GR Yaris Rally1
Toyota GR Yaris Rally1 – samochód rajdowy kategorii Rally1 o napędzie hybrydowym. Producentem jest Toyota. Model oparty na powszechnej Toyocie Yaris czwartej generacji. Startuje w Rajdowych mistrzostwach świata od 2022 roku. Pojazd zastąpił model Toyota Yaris WRC, startujący w latach 2017–2021. Pojazd wyczynowy jest wyposażony w klatkę bezpieczeństwa. Samochód zadebiutował na Rajdzie Monte Carlo 2022.

## Dane techniczne[1]
Napęd hybrydowy:
- Silnik benzynowy o pojemności 1,6 litra, rzędowy czterocylindrowy turbodoładowany z chłodnicą powietrza doładowania z bezpośrednim wtryskiem paliwa, o mocy 386 KM
- Silnik elektryczny o mocy 136 KM i momencie obrotowym 180 N·m, dołączalny, system ma funkcję rekuperacji energii elektrycznej
- Maksymalny moment obrotowy: 500 N·m
- Zwężka poboru powietrza: 36 mm, zgodnie z przepisami FIA
- Średnica i skok tłoka: 83,8 mm / 72,5 mm
- Silnik paliwowy zasilany zrównoważonym paliwem bez zródeł kopalnych

Przeniesienie napędu:
- Stały napęd na cztery koła
- Skrzynia biegów: sekwencyjna, 5-biegowa + wsteczny
- Dwa mechaniczne mechanizmy różnicowe
- Sprzęgło dwutarczowe

Zawieszenie:
- Kolumny Macphersona
- Skok amortyzatora: 270 mm
- Hydrauliczny mechanizm kierowniczy
- Hamulce tarczowe metalowe, wentylowane, o średnicy tarcz hamulcowych na drogi twarde: 370 mm, na drogi gruntowe: 300 mm
- Opony rajdowe Pirelli o rozmiarze 18 cali na nawierzchnię asfaltobetonową i drogi twarde oraz 15 cali na drogi gruntowe

Pozostałe:
- Długość: 4227 mm (razem z pakietem aerodynamicznym)
- Szerokość: 1875 mm
- Wysokość: regulowana
- Rozstaw osi: 2630 mm
- Masa własna: 1260 kg
- Prędkość maksymalna: 201 km/h (w zależności od przełożenia skrzyni biegów)